# Mollakendi, Elâzığ
Mollakendi là một thị trấn thuộc thành phố Elâzığ, tỉnh Elâzığ, Thổ Nhĩ Kỳ. Dân số thời điểm năm 2011 là 2.569 người.